# Pelehake
Pelehake  es una localidad del distrito de Tatakamotonga, en Tonga. Tiene una población de 877 habitantes en 2021.